# 1152
| [ Edytuj tabelę ]          |                                                                              |
| Książę Małopolski          | - 1146 Bolesław IV Kędzierzawy 1173                                          |
| Książę Wielkopolski        | - 1138 Mieszko III Stary 1177                                                |
| Król Angkoru               | - 1150 Dharanindrawarman II 1160                                             |
| Król Anglii                | - 1135 Stefan z Blois 1154                                                   |
| Król Aragonii              | - 1137 Petronela Aragońska 1164                                              |
| Hrabia Barcelony           | - 1131 Rajmund Berengar IV Święty 1162                                       |
| Książę Bawarii             | - 1141 Henryk XI Jasomirgott 1156                                            |
| Margrabia Brandenburgii    | - 1144 Albrecht Niedźwiedź 1170                                              |
| Książę Burgundii           | - 1143 Eudes II 1162                                                         |
| Cesarz Bizancjum           | - 1143 Manuel I Komnen 1180                                                  |
| Cesarz Chin                | - 1127 Song Gaozong 1162                                                     |
| Książę Czech               | - 1140 Władysław II 1172                                                     |
| Król Danii                 | - 1146 Kanut V 1157 - 1146 Swen III Grade 1157                               |
| Władca Egiptu              | - 1149 Az-Zafir 1154                                                         |
| Król Francji               | - 1137 Ludwik VII Młody 1180                                                 |
| Król Gruzji                | - 1125 Dymitr I 1156                                                         |
| Hrabia Holandii            | - 1121 Dirk VI 1157                                                          |
| Cesarz Japonii             | - 1141 Konoe 1155                                                            |
| Kalif                      | - 1136 Al-Muqtafi 1160                                                       |
| Król Kastylii              | - 1126 Alfons VII 1157                                                       |
| Wielki książę Kijowa       | - 1146 Izjasław II Pantelejmon 1154                                          |
| Patriarcha Konstantynopola | - 1151 Teodot II 1153                                                        |
| Władca Korei               | - 1146 Ŭijong 1170                                                           |
| Kalif Maroka               | - 1147 Abd al-Mumin 1163                                                     |
| Król Nawarry               | - 1150 Sancho VI 1194                                                        |
| Król Norwegii              | - 1136 Inge I Garbaty 1161 - 1136 Sigurd II Gęba 1155 - 1142 Eystein II 1157 |
| Książę Obodrzyców          | - 1131 Niklot 1160                                                           |
| Hrabia Palatynatu          | - 1142 Herman III von Stahleck 1155                                          |
| Papież                     | - 1145 Eugeniusz III 1153                                                    |
| Król Portugalii            | - 1139 Alfons I 1185                                                         |
| Sułtan Rumu                | - 1116 Masud I 1156                                                          |
| Książę Rusi halickiej      | - 1141 Władymirko 1153                                                       |
| Książę Saksonii            | - 1142 Henryk Lew 1180                                                       |
| Sułtan Wielkich Seldżuków  | - 1118 Ahmad Sandżar 1157                                                    |
| Król Szkocji               | - 1124 Dawid I Szkocki 1153                                                  |
| Król Szwecji               | - 1130 Swerker I Starszy 1156                                                |
| Doża Wenecji               | - 1148 Domenico Morosini 1156                                                |
| Król Węgier                | - 1141 Gejza II 1161                                                         |

Rok 1152 / MCLII
stulecia: XI wiek ~
XII wiek ~
XIII wiek

lata: 1142 «
1147 «
1148 «
1149 «
1150 «
1151 «
1152
» 1153
» 1154
» 1155
» 1156
» 1157
» 1162

## Wydarzenia na świecie
- 4 marca – Fryderyk I Barbarossa został wybrany na króla Niemiec.
- 9 marca – Fryderyk I Barbarossa został koronowany w Akwizgranie na króla Niemiec.
- 21 marca – za zgodą papieża Eugeniusza III małżeństwo Aliénor d'Aquitaine z Ludwikiem VII zostało unieważnione z uwagi na zauważone po 15 latach impedimenta.
- 18 maja – Henryk II Plantagenet poślubił Eleonorę Akwitańską, wdowę po Ludwiku VII, stając się tym samym posiadaczem największych w Europie Zachodniej dóbr feudalnych.

- Panowanie księcia Jarosława Ośmiomysła na Rusi Halicko-Włodzimierskiej.

## Zmarli
- 15 lutego – Konrad III, król Niemiec (ur. 1093)
- 16 kwietnia – Pean, biskup poznański (ur. ?)
- 3 maja – Matylda I z Boulogne, królowa Anglii (ur. ok. 1105)
- data dzienna nieznana:
  - Ludgarda z Salzwedel, królowa Danii (ur. ?)
  - Rajmund II, hrabia Trypolisu (ur. 1115)